# Campionato del mondo di scacchi 2012
Il campionato del mondo di scacchi 2012 è stato un incontro fra il campione mondiale in carica, l'indiano Viswanathan Anand, e l'israeliano di origine bielorussa Boris Gelfand. Anand si è confermato campione battendo Gelfand 2,5–1,5 negli spareggi rapid, dopo che le dodici partite a cadenza classica si erano concluse in parità, 6–6, con una vittoria per parte.
Si è svolto a Mosca, in Russia, dall'11 al 30 maggio, in un edificio della Galleria d'arte Tretjakov.
Il principale sponsor è stato l'imprenditore Andrej Filatov, che due anni dopo è stato eletto presidente della Federazione russa di scacchi (riconfermato nel 2018).   
L'organizzazione del campionato ha subito diversi cambiamenti nel corso del tempo: il campionato era inizialmente previsto per 2011, e l'ultima fase di scelta dello sfidante, che doveva essere un match tra due giocatori, è stata invece un torneo ad otto giocatori, che si è svolto a Kazan', in Russia, dal 5 al 26 maggio 2011.

## Storia
La prima proposta per l'organizzazione del campionato (del marzo 2007) era compresa nel complesso processo di riunificare il campionato del mondo, diviso del 1993, con il torneo di riunificazione del 2007, e prevedeva che il vincitore della Coppa del Mondo di scacchi 2009 (un torneo ad eliminazione diretta a 128 giocatori) giocasse un match contro il campione in carica nel 2010. Le critiche di alcuni grandi maestri portarono Kirsan Iljumžinov, il presidente della FIDE, ad annunciare nel giugno 2007 una nuova struttura: lo sfidante del campione del mondo sarebbe stato il vincitore di un match dei candidati di otto partite, da giocarsi nel 2010, tra il vincitore della Coppa del Mondo e del Grand Prix, una serie di tornei tra ventuno dei principali grandi maestri.
Nel novembre del 2008, a Grand Prix già iniziato, la FIDE cambiò ancora una volta il formato del campionato: lo sfidante sarebbe stato deciso in un torneo tra otto giocatori: i primi due classificati del Grand Prix e della Coppa del mondo, i due sconfitti nel mondiale 2010, un giocatore scelto in base al rating e uno dagli organizzatori del torneo. Questo cambiamento provocò diversi malumori tra i giocatori, che portarono all'abbandono di Magnus Carlsen e di Michael Adams dal Grand Prix, già in difficoltà organizzative per i problemi di alcune sedi di gioco. Nel marzo 2009 fu annunciato che due giocatori si sarebbero qualificati per il rating (e uno solo dalla Coppa del mondo) e a giugno fu pubblicato il regolamento del torneo, da svolgersi con la formula dei mini-match ad eliminazione diretta.
Nell'ottobre del 2009, la FIDE annunciò che il torneo di candidati si sarebbe svolto in due sedi, una già individuata (Baku, in Azerbaigian), e l'altra ancora da scegliere; la divisione era stata operata per permettere all'armeno Lewon Aronyan, uno dei partecipanti, di non giocare a Baku a causa dell'ostilità tra i due paesi. Successivamente, è stato deciso di tenere il torneo a Kazan', in Russia, anche se Şəhriyar Məmmədyarov, il giocatore nominato dagli organizzatori azeri, avrebbe comunque conservato il diritto a partecipare. Veselin Topalov ha poco dopo inviato una lettera di protesta rifiutandosi di giocatore in territorio russo contro un avversario russo, citando i problemi del mondiale 2006 ad Elista; nonostante questo, Topalov ha partecipato al torneo.
All'inizio di novembre 2010, Magnus Carlsen, all'epoca al secondo posto nel rating Elo, ha annunciato la sua rinuncia al Torneo dei Candidati, citando il lungo ciclo del campionato, i cambiamenti alla formula e i privilegi del campione in carica tra i motivi del suo abbandono; la FIDE, rifiutando di modificare ancora il ciclo, ha annunciato che Aleksandr Griščuk avrebbe partecipato al Torneo dei Candidati al posto di Carlsen.
La prima offerta per organizzare il match finale era stata avanzata dalla Chess Promotions Limited, una società britannica che voleva farlo svolgere a Londra; tuttavia l'offerta fu ritirata nel febbraio 2011 a causa di disaccordi tra la FIDE e la società. Il termine per presentare le offerte fu quindi riaperto; la FIDE ne ha ricevute due, una dalla città indiana di Chennai (città natale del campione del mondo Anand) e l'altra da Mosca; quest'ultima offerta è stata poi prescelta.

## Qualificazioni

### Coppa del Mondo
La Coppa del Mondo è stato un torneo ad eliminazione diretta tra 128 giocatori, svoltosi tra il 20 novembre e il 14 dicembre 2009 a Chanty-Mansijsk, in Russia. Il torneo è stato vinto da Boris Gelfand, che ha battuto in finale Ruslan Ponomarëv per 7-5 dopo gli spareggi lampo.

### Grand Prix
Il Grand Prix è stata una serie di sei tornei, ognuno giocato come un girone all'italiana tra 14 giocatori dei 21 partecipanti; ogni giocatore avrebbe dovuto partecipare a quattro tornei, sommando i tre punteggi migliori (ottenuti in base alla posizione in ogni torneo). Il vincitore è stato Lewon Aronyan, che ha guadagnato il diritto a giocare il torneo dei candidati insieme al secondo arrivato, Teymur Rəcəbov.
Il Grand Prix è stato segnato dalle difficoltà organizzative: solo i primi due tornei si sono svolti come previsto (causando anche lo slittamento della conclusione dal 2009 al 2010), causando l'esclusione di tre dei giocatori scelti dagli organizzatori dei vari tornei (Mohamad Al-Modiahki, Yannick Pelletier e David Navara), oltre all'abbandono di Magnus Carlsen e Michael Adams a causa delle incertezze relative al formato del campionato del mondo.

### Torneo dei candidati

#### Qualificazioni e regolamento
| Giocatore            | Modo di qualificazione                                                                        |
| -------------------- | --------------------------------------------------------------------------------------------- |
| Veselin Topalov      | perdente del campionato del mondo 2010                                                        |
| Gata Kamskij         | perdente del match dei candidati del mondiale 2010                                            |
| Lewon Aronyan        | vincitore del FIDE Grand Prix 2008-2010                                                       |
| Teymur Rəcəbov       | secondo classificato del Grand Prix                                                           |
| Boris Gelfand        | vincitore della Coppa del Mondo di scacchi 2009                                               |
| Vladimir Kramnik     | media Elo più alta (ad eccezione di giocatori già qualificati) tra luglio 2009 e gennaio 2010 |
| Aleksandr Griščuk    | media Elo più alta (ad eccezione di giocatori già qualificati) tra luglio 2009 e gennaio 2010 |
| Şəhriyar Məmmədyarov | nominato dagli organizzatori                                                                  |

I match sono stati giocati al meglio delle quattro partite (ad eccezione della finale, a sei), in cui i giocatori hanno avuto a disposizione 120 minuti per le prime 40 mosse, 60 minuti per le successive 20 e 15 minuti per finire, con 30 secondi a mossa a partire dalla sessantunesima; in caso di parità erano previsti degli spareggi rapid:
- prima due partite di gioco rapido, a 25 minuti a giocatore più 10 secondi a mossa;
- poi due partite lampo a 5 minuti a giocatore più 3 secondi per mossa: in caso di parità, questa fase può essere ripetuta fino a cinque volte;
- infine una partita Armageddon, in cui il Bianco ha 5 minuti a disposizione, il Nero 4, ed entrambi hanno un incremento di 3 secondi per mossa a partire dalla sessantunesima mossa; in caso di patta il Nero passa il turno.[10]

#### Torneo
Il torneo si è svolto a Kazan'; gli accoppiamenti sono stati annunciati ufficialmente il 7 febbraio 2011. Il torneo è iniziato il 5 maggio 2011, e si è svolto con il seguente calendario:
- 5-8 maggio: primo turno, partite a tempo lungo (una partita al giorno);
- 9 maggio: primo turno, spareggi;
- 12-15 maggio: secondo turno, partite a tempo lungo (una partita al giorno);
- 16 maggio: secondo turno, spareggi;
- 19-25 maggio: finale, partite a tempo lungo (una partita al giorno, con riposo il 22);
- 26 maggio: finale, eventuali spareggi.

Il torneo è stato vinto dall'israeliano Boris Gelfand, che ha sconfitto in finale il russo Aleksandr Griščuk per 3,5 a 2,5 grazie alla vittoria nell'ultima partita.
|  | Quarti di finale | Quarti di finale     | Quarti di finale  |                   |         | Semifinali       | Semifinali | Semifinali |  |  | Finale | Finale        | Finale |
|  |                  |                      |                   |                   |         |                  |            |            |  |  |        |               |        |
|  | 1                | Veselin Topalov      | 1,5               |                   |         |                  |            |            |  |  |        |               |        |
|  | 8                | Gata Kamskij         | 2,5               |                   |         |                  |            |            |  |  |        |               |        |
|  | 8                | Gata Kamskij         | 2,5               |                   |         | Gata Kamskij     | 2 (2)      |            |  |  |        |               |        |
|  |                  |                      |                   |                   |         | Gata Kamskij     | 2 (2)      |            |  |  |        |               |        |
|  |                  |                      | Boris Gelfand     | 2 (4)             |         |                  |            |            |  |  |        |               |        |
|  | 4                | Boris Gelfand        | Boris Gelfand     | 2 (4)             | 2,5     |                  |            |            |  |  |        |               |        |
|  | 4                | Boris Gelfand        |                   |                   | 2,5     |                  |            |            |  |  |        |               |        |
|  | 5                | Şəhriyar Məmmədyarov | 1,5               |                   |         |                  |            |            |  |  |        |               |        |
|  |                  |                      |                   |                   |         |                  |            |            |  |  |        | Boris Gelfand | 3,5    |
|  |                  |                      |                   | Aleksandr Griščuk | 2,5     |                  |            |            |  |  |        |               |        |
|  | 3                | Vladimir Kramnik     | 2 (4,5)           |                   |         |                  |            |            |  |  |        |               |        |
|  | 6                | Teymur Rəcəbov       | 2 (3,5)           |                   |         |                  |            |            |  |  |        |               |        |
|  | 6                | Teymur Rəcəbov       | 2 (3,5)           |                   |         | Vladimir Kramnik | 2 (2,5)    |            |  |  |        |               |        |
|  |                  |                      |                   |                   |         | Vladimir Kramnik | 2 (2,5)    |            |  |  |        |               |        |
|  |                  |                      | Aleksandr Griščuk | 2 (3,5)           |         |                  |            |            |  |  |        |               |        |
|  | 2                | Lewon Aronyan        | Aleksandr Griščuk | 2 (3,5)           | 2 (1,5) |                  |            |            |  |  |        |               |        |
|  | 2                | Lewon Aronyan        |                   |                   | 2 (1,5) |                  |            |            |  |  |        |               |        |
|  | 7                | Aleksandr Griščuk    | 2 (2,5)           |                   |         |                  |            |            |  |  |        |               |        |

## Campionato del mondo
Il campionato del mondo si è svolto su dodici partite a tempo di riflessione lungo, con spareggi di gioco rapido. La cadenza delle partite e gli spareggi saranno gli stessi del torneo dei candidati:
- per le partite a tempo lungo i giocatori hanno a disposizione 120 minuti per 40 mosse, 60 minuti per le successive 20, 15 minuti per finire e 30 secondi a mossa a partire dalla sessantunesima;
- poiché queste sono finite in parità, sono state giocate quattro partite di gioco rapido, a 25 minuti a giocatore più 10 secondi a mossa;
- in caso di ulteriore parità si sarebbero svolte fino a cinque coppie di partite lampo (5 minuti a giocatore più 3 secondi per mossa) ed, eventualmente, una partita Armageddon (il Bianco ha 5 minuti a disposizione, il Nero 4, ed entrambi hanno un incremento di 3 secondi per mossa a partire dalla sessantunesima mossa; in caso di patta il Nero si sarebbe aggiudicato il campionato).[24]

Le partite a cadenza classica si sono svolte dall'11 al 28 maggio, mentre gli spareggi sono stati disputati il 30 maggio. Era previsto un giorno di riposo ogni due partite, con in aggiunta un giorno di riposo prima dell'ultima partita, e uno tra l'ultima e gli spareggi.
|                            | 1 | 2 | 3 | 4 | 5 | 6 | 7 | 8 | 9 | 10 | 11 | 12 |   |
| -------------------------- | - | - | - | - | - | - | - | - | - | -- | -- | -- | - |
| Viswanathan Anand ( India) | ½ | ½ | ½ | ½ | ½ | ½ | 0 | 1 | ½ | ½  | ½  | ½  | 6 |
| Boris Gelfand ( Israele)   | ½ | ½ | ½ | ½ | ½ | ½ | 1 | 0 | ½ | ½  | ½  | ½  | 6 |

|                            | Semilampo | Semilampo | Semilampo | Semilampo |     |
| 1                          | 2         | 3         | 4         |           |     |
| -------------------------- | --------- | --------- | --------- | --------- | --- |
| Viswanathan Anand ( India) | ½         | 1         | ½         | ½         | 2,5 |
| Boris Gelfand ( Israele)   | ½         | 0         | ½         | ½         | 1,5 |

## Partite

### Partita 1, 11 maggio: Anand-Gelfand ½-½
Gelfand sceglie la difesa Grünfeld, un'apertura da lui usata raramente; Anand risponde con 8.Ab5+ e 9.d5, una variante inconsueta, proseguendo poi sacrificando il pedone a2. Dopo il cambio delle donne, il Nero arriva ad una posizione forse leggermente favorevole a causa della coppia degli alfieri e del pedone a passato, ma, secondo i giocatori, patta.
1.d4 Cf6 2.c4 g6 3.Cc3 d5 4.Cf3 Ag7 5.cxd5 Cxd5 6.e4 Cxc3 7.bxc3 c5 8.Ab5 Cc6 9.d5 Da5 10.Rb1 a6 11.Axc6 bxc6 12.0-0 Dxa2 13.Tb2 Da5 14.d6 Ta7 15.Ag5 exd6 16.exd6 Td7 17.Dxc6 Dc7 18.Dxc7 Txc7 19.Af4 Tb7 20.Tc2 0-0 21.Ab6 Te8 22.Cd2 f5 23.f3 fxe4 24.Cxe4 Af5 ½-½

### Partita 2, 12 maggio: Gelfand-Anand ½-½
Anand sceglie la difesa semislava; Gelfand apre la posizione con 12.e4, cercando di sfruttare il proprio vantaggio di sviluppo, ma la posizione rimane pari.
1.d4 d5 2.cd c6 3.Cc3 Cf6 4.e3 e6 5.Cf3 a6 6.b3 Ab4 7.Ad2 Cbd7 8.Ad3 0-0 9.0-0 Ad6 10.Tc1 e5 11.cxd5 cxd5 12.e4 dxe4 13.Cxe4 Cxe4 14.Axe4 Cf6 15.dxe5 Cxe4 16.exd6 Dxd6 17.Ae3 Af5 18.Dxd6 Cxd6 19.Cd4 Tfe8 20.Cxf5 Cxf5 21.Ac5 h5 22.Tfd1 Tac8 23.Rf1 f6 24.Ab4 Rh7 25.Tc5 ½-½

### Partita 3, 14 maggio: Anand-Gelfand ½-½
Contro la Grünfeld di Gelfand, Anand sceglie il sistema con 3.f3; dopo l'arrocco lungo del Bianco, il Nero lancia un attacco, a cui però Anand risponde con precisione, ottenendo una posizione favorevole. Dopo la cauta 35.Th1, tuttavia, il Nero riesce a portare entrambe le proprie torri sulla settima traversa, ottenendo la patta per scacco perpetuo.
1.d4 Cf6 2.c4 g6 3.f3 d5 4.cxd5 Cxd5 5.e4 Cb6 6.Cc3 Ag7 7.Ae3 0-0 8.Dd2 e5 9.d5 c6 10.h4 cxd5 1.exd5 C8d7 12.h5 Cf6 13.hxg6 fxg6 14.0-0-0 Ad7 15.Rb1 c8 16.Ra1 e4 17.Ad4 Ca4 18.Cge2 Da5 19.Cxe4 Dxd2 20.Cxf6 Txf6 21.Txd2 Tf5 22.Axg7 Rxg7 23.d6 Tfc5 24.Td1 a5 25.Th4 Tc2 26.b3 cb2 27.Tb1 Af5+ 28.Cd4 Td2 29.Axd3 Txd3 30.Te1 Td2 31.Rb1 Af5+ 32.Cxf5+ gxf5 33.Te7+ rg6 34.Tc7 Te8 35.Th1 Tee2 36.d7 Tb2+ 37.Rc1 Txa2

### Partita 4, 15 maggio: Gelfand-Anand ½-½
La partita si sviluppa in modo simile alla seconda partita del match; Gelfand devia per primo con 10.Dc2, ma non riesce a creare problemi al Nero.
1.d4 d5 2.c4 c6 3.Cc3 Cf6 4.e3 e6 5.Cf3 a6 6.b3 Ab4 7.Ad2 Cbd7 8.Ad3 O-O 9.O-O Ad6 10.Dc2 e5 11.cxd5 cxd5 12.e4 exd4 13.Cxd5 Cxd5 14.exd5 Cf6 15.h3 Ad7 16.Tad1 Te8 17.Cxd4 Tc8 18.Db1 h6 19.Cf5 Axf5 20.Axf5 Tc5 21.Tfe1 Txd5 22.Ac3 Txe1+ 23.Txe1 Ac5 24.Dc2 Ad4 25.Axd4 Txd4 26.Dc8 g6 27.Ag4 h5 28.Dxd8+ Txd8 29.Af3 b6 30.Tc1 Td6 31.Rf1 a5 32.Re2 Cd5 33.g3 Ce7 34.Ae4 Rg7 ½-½

### Partita 5, 17 maggio: Anand-Gelfand ½-½
Anand apre con 1.e4 anziché con 1.d4; Gelfand risponde con la variante Sveshnikov della difesa siciliana (anziché con la variante Najdorf di cui è specialista). Il Nero fissa la struttura pedonale con 16...Axd5; dopo questa mossa, grazie all'alfiere delle case scure che controlla la casa c1, la posizione rimane pari, complici anche gli alfieri di colore contrario.
1.e4 c5 2.Cf3 Cc6 3.d4 cxd4 4.Cxd4 Cf6 5.Cc3 e5 6.Cdb5 d6 7.Ag5 a6 8.Ca3 b5 9.Cd5 Ae7 10.Axf6 Axf6 11.c4 b4 12.Cc2 O-O 13.g3 a5 14.Ag2 Ag5 15.O-O Ae6 16.Dd3 Axd5 17.cxd5 Cb8 18.a3 Ca6 19.axb4 Cxb4 20.Cxb4 axb4 21.h4 Ah6 22.Ah3 Db6 23.Ad7 b3 24.Ac6 Ta2 25.Txa2 bxa2 26.Da3 Tb8 27.Dxa2 ½-½

### Partita 6, 18 maggio: Gelfand-Anand ½-½
In una nuova difesa slava, Gelfand devia con 6.Dc2, Anand sacrifica il pedone d5, ma il Bianco è costretto a restituirlo, in cambio di un lieve vantaggio; il cambio delle donne e di una coppia di torri, tuttavia, porta ad una posizione pari.
1.d4 d5 2.c4 c6 3.Cc3 Cf6 4.e3 e6 5.Cf3 a6 6.Dc2 c5 7.cxd5 exd5 8.Ae2 Ae6 9.O-O Cc6 10.Td1 cxd4 11.Cxd4 Cxd4 12.Txd4 Ac5 13.Td1 De7 14.Af3 O-O 15.Cxd5 Axd5 16.Axd5 Cxd5 17.Txd5 Tac8 18.Ad2 Axe3 19.Ac3 Ab6 20.Df5 De6 21.Df3 f6 22.h4 Dc6 23.h5 Tfd8 24.Txd8+ Txd8 25.Dxc6 bxc6 26.Te1 Rf7 27.g4 Ad4 28.Tc1 Axc3 29.Txc3 Td4 ½-½

### Partita 7, 20 maggio: Gelfand-Anand 1-0
Anand continua a proporre la difesa slava, cui Gelfand risponde deviando con 6.c5; il Bianco prosegue esercitando pressione sull'ala di donna del Nero, raddoppiando le torri sulla colonna c e sfruttando la debolezza dell'alfiere delle case chiare. Dopo alcune mosse deboli del Nero (Anand criticherà successivamente 20...Tab8, mentre altri commentatori hanno segnalato 21...Ce4 e 23...g5), il Bianco porta una torre sulla settima traversa, quasi paralizzando il Nero e ottenendo, infine, la prima vittoria del match.
1.d4 d5 2.c4 c6 3.Cc3 Cf6 4.e3 e6 5.Cf3 a6 6.c5 Cbd7 7.Dc2 b6 8.cxb6 Cxb6 9.Ad2 c5 10.Tc1 cxd4 11.exd4 Ad6 12.Ag5 O-O 13.Ad3 h6 14.Ah4 Ab7 15.O-O Db8 16.Ag3 Tc8 17.De2 Axg3 18.hxg3 Dd6 19.Tc2 Cbd7 20.Tfc1 Tab8 21.Ca4 Ce4 22.Txc8+ Axc8 23.Dc2 g5 24.Dc7 Dxc7 25.Txc7 f6 26.Axe4 dxe4 27.Cd2 f5 28.Cc4 Cf6 29.Cc5 Cd5 30.Ta7 Cb4 31.Ce5 Cc2 32.Cc6 Txb2 33.Tc7 Tb1+ 34.Rh2 e3 35.Txc8+ Rh7 36.Tc7+ Rh8 37.Ce5 e2 38.Cxe6 1-0

### Partita 8, 21 maggio: Anand-Gelfand 1-0
Invece della difesa Grünfeld, Gelfand devia con 3...c5, una variante più rischiosa che fa rientrare la partita nella difesa est-indiana. In una posizione complessa, Gelfand sbaglia con 14...Df6, mossa che permette ad Anand di intrappolare la donna nera con 17.Df2.
1.d4 Cf6 2.c4 g6 3.f3 c5 4.d5 d6 5.e4 Ag7 6.Ce2 O-O 7.Cec3 Ch5 8.Ag5 Af6 9.Axf6 exf6 10.Dd2 f5 11.exf5 Axf5 12.g4 Te8+ 13.Rd1 Axb1 14.Txb1 Df6 15.gxh5 Dxf3+ 16.Rc2 Dxh1 17.Df2 1-0

### Partita 9, 23 maggio: Gelfand-Anand ½-½
Anand sceglie la difesa nimzo-indiana, ma, dopo 15...Axf3, si trova in una posizione inferiore. Con 19.c5, Gelfand guadagna la donna per torre e cavallo, ma Anand riesce a costruire una fortezza, impedendo al Bianco di fare progressi.
1.d4 Cf6 2.c4 e6 3.Cc3 Ab4 4.e3 O-O 5.Ad3 d5 6.Cf3 c5 7.O-O dxc4 8.Axc4 cxd4 9.exd4 b6 10.Ag5 Ab7 11.De2 Cbd7 12.Tac1 Tc8 13.Ad3 Axc3 14.bxc3 Dc7 15.c4 Axf3 16.Dxf3 Tfe8 17.Tfd1 h6 18.Ah4 Dd6 19.c5 bxc5 20.dxc5 Txc5 21.Ah7+ Rxh7 22.Txd6 Txc1+ 23.Td1 Tec8 24.h3 Ce5 25.De2 Cg6 26.Axf6 gxf6 27.Txc1 Txc1+ 28.Rh2 Tc7 29.Db2 Rg7 30.a4 Ce7 31.a5 Cd5 32.a6 Rh7 33.Dd4 f5 34.f4 Td7 35.Rg3 Rg6 36.Dh8 Cf6 37.Db8 h5 38.Rh4 Rh6 39.Db2 Rg6 40.Dc3 Ce4 41.Dc8 Cf6 42.Db8 Te7 43.g4 hxg4 44.hxg4 fxg4 45.De5 Cg8 46.Dg5+ Rh7 47.Dxg4 f6 48.Dg2 Rh8 49.De4 Rg7 ½-½

### Partita 10, 24 maggio: Anand-Gelfand ½-½
In una variante Rossolimo della difesa siciliana, Gelfand scambia la coppia degli alfieri con una struttura pedonale inferiore; Anand non riesce a creare problemi al Nero, e la partita termina in una rapida patta.
1.e4 c5 2.Cf3 Cc6 3.Ab5 e6 4.Axc6 bxc6 5.b3 e5 6.Cxe5 De7 7.Ab2 d6 8.Cc4 d5 9.Ce3 d4 10.Cc4 Dxe4+ 11.De2 Dxe2+ 12.Rxe2 Ae6 13.d3 Cf6 14.Cbd2 O-O-O 15.The1 Ae7 16.Rf1 The8 17.Aa3 Cd5 18.Ce4 Cb4 19.Te2 Axc4 20.bxc4 f5 21.Axb4 cxb4 22.Cd2 Ad6 23.Txe8 Txe8 24.Cb3 c5 25.a3 ½-½

### Partita 11, 26 maggio: Gelfand-Anand ½-½
In una difesa Nimzo-indian, Anand sorprende Gelfand deviando dalla nona partita con 8...Ad7 la posizione rimane pari, nonostante l'ampio uso del tempo da parte di Gelfand.
1.d4 Cf6 2.c4 e6 3.Cc3 Ab4 4.e3 O-O 5.Ad3 d5 6.Cf3 c5 7.O-O dxc4 8.Axc4 Ad7 9.a3 Aa5 10.De2 Ac6 11.Td1 Axc3 12.bxc3 Cbd7 13.Ad3 Da5 14.c4 cxd4 15.exd4 Dh5 16.Af4 Tac8 17.Ce5 Dxe2 18.Axe2 Cxe5 19.Axe5 Tfd8 20.a4 Ce4 21.Td3 f6 22.Af4 Ae8 23.Tb3 Txd4 24.Ae3 Td7 ½-½

### Partita 12, 28 maggio: Anand-Gelfand ½-½
Anand apre ancora 1.e4 e, come nella quinta e nella decima partita, Gelfand risponde con una siciliana. Il Bianco sacrifica un pedone per scombinare la struttura pedonale nera; il Nero , tuttavia, restituisce il pedone e ne sacrifica un altro in modo da aprire la posizione per la sua coppia di alfieri. In una posizione leggermente vantaggiosa per il Bianco, Anand propone patta alla ventiduesima mossa.
1.e4 c5 2.Cf3 Cc6 3.Ab5 e6 4.Axc6 bxc6 5.d3 Ce7 6.b3 d6 7.e5 Cg6 8.h4 Cxe5 9.Cxe5 dxe5 10.Cd2 c4 11.Cxc4 Aa6 12.Df3 Dd5 13.Dxd5 cxd5 14.Cxe5 f6 15.Cf3 e5 16.O-O Rf7 17.c4 Ae7 18.Ae3 Ab7 19.cxd5 Axd5 20.Tfc1 a5 21.Ac5 Thd8 22.Axe7 ½-½

### Spareggi
Partita 13, Gelfand-Anand, ½–½
1.d4 d5 2.c4 c6 3.Cc3 Cf6 4.e3 e6 5.Cf3 Cbd7 6.Dc2 Ad6 7.Ad3 O-O 8.O-O e5 9.cxd5 cxd5 10.e4 exd4 11.Cxd5 Cxd5 12.exd5 h6 13.b3 Ce5 14.Cxe5 Axe5 15.Te1 Te8 16.Ab2 Ad7 17.Dd2 Df6 18.g3 Tac8 19.a4 Df3 20.Ae4 Dxb3 21.Teb1 Axg3 22.Ta3 Db6 23.Axd4 Axh2+ 24.Rxh2 Dd6+ 25.Tg3 Txe4 26.Axg7 Rh7 27.Txb7 Tg8 28.Dxh6+ Dxh6+ 29.Axh6 Txg3 30.Rxg3 Ac8 31.Tc7 Rxh6 32.Txc8 Txa4 ½–½
Partita 14, Anand-Gelfand, 1-0
1. e4 c5 2. Cf3 Cc6 3. Ab5 e6 4. Axc6 bxc6 5. b3 e5 6. Cxe5 De7 7. d4 d6 8. Cxc6 Dxe4+ 9. De2 Dxe2+ 10. Rxe2 Ab7 11. Ca5 Axg2 12. Tg1 Ah3 13. dxc5 dxc5 14. Cc3 O-O-O 15. Af4 Ad6 16. Axd6 Txd6 17. Tg5 Cf6 18. Txc5+ Rb8 19. Cc4 Te8+ 20. Ce3 Cg4 21. Ccd5 Cxe3 22. Cxe3 Ag4+ 23. f3 Ac8 24. Te1 Th6 25. Th1 The6 26. Tc3 f5 27. Rd2 f4 28. Cd5 g5 29. Td3 Te2+ 30. Rc1 Tf2 31. h4 Tee2 32. Tc3 Ab7 33. Td1 gxh4 34. Cxf4 Te8 35. Th1 Tc8 36. Txc8+ Axc8 37. Txh4 Af5 38. Th5 Axc2 39. Tb5+ Ra8 40. Cd5 a6 41. Ta5 Rb7 42. Cb4 Ag6 43. Cxa6 Txf3 44. Cc5+ Rb6 45. b4 Tf4 46. a3 Tg4 47. Rd2 h5 48. Cd7+ Rb7 49. Ce5 Tg2+ 50. Rc3 Ae8 51. Cd3 h4 52. Te5 Ag6 53. Cf4 Tg3+ 54. Rd4 Ac2 55. Th5 Txa3 56. Txh4 Tg3 57. Cd5 Tg5 58. b5 Af5 59. Th6 Ag4 60. Tf6 Tf5 61. Tb6+ Ra7 62. Tg6 Af3 63. Tg7+ Rb8 64. Cc3 Ab7 65. Rc4 Af3 66. Rb4 Ad5 67. Ca4 Tf7 68. Tg5 Af3 69. Cc5 Rc7 70. Tg6 Rd8 71. Ra5 Tf5 72. Ce6+ Rc8 73. Cd4 Tf8 74. Cxf3 Txf3 75. Rb6 Tb3 76. Tg8+ Rd7 77. Tb8 1-0
Parita 15, Gelfand-Anand, ½–½
1. d4 d5 2. c4 c6 3. Cf3 Cf6 4. e3 Af5 5. Cc3 e6 6. Ch4 Ag6 7. Cxg6 hxg6 8. Ad3 Cbd7 9. O-O Ad6 10. h3 O-O 11. Dc2 De7 12. Td1 Tac8 13. c5 Ab8 14. f4 Ce8 15. b4 g5 16. Tb1 f5 17. b5 gxf4 18. exf4 Cef6 19. bxc6 bxc6 20. Aa6 Tc7 21. Ae3 Ce4 22. Tb2 g5 23. Tdb1 gxf4 24. Axf4 e5 25. Axe5 Cxe5 26. Txb8 Cg6 27. Cxe4 fxe4 28. Df2 Dg7 29. Rh2 Tcf7 30. Dg3 Cf4 31. T8b3 Dxg3+ 32. Txg3+ Rh7 33. Td1 Ce6 34. Ae2 Tf2 35. Ag4 Cf4 36. Tb1 Tf7 37. Tb8 Txa2 38. Tc8 e3 39. Txe3 Txg2+ 40. Rh1 Td2 41. Txc6 Ce6 42. Tf3 Txf3 43. Axf3 Cxd4 44. Tc7+ Rh6 45. Axd5 Tc2 46. Ae4 Tc3 47. Rg2 Rg5 48. Rh2 Cf3+ 49. Axf3 Txf3 50. Txa7 Tc3 51. Tc7 Rf4 52. Tc8 Re5 53. c6 Rd6 54. h4 Ta3 55. Rg2 Te3 56. h5 Te5 57. h6 Th5 58. Th8 Rxc6 59. Th7 Rd6 ½–½
Partita 16, Anand-Gelfand, ½–½
1. e4 c5 2. Cf3 d6 3. Ab5+ Cd7 4. d4 Cgf6 5. e5 Da5+ 6. Cc3 Ce4 7. Ad2 Cxc3 8. Axd7+ Axd7 9. Axc3 Da6 10. exd6 exd6 11. De2+ Dxe2+ 12. Rxe2 f6 13. b3 Ab5+ 14. Rd2 Ac6 15. Tad1 Rf7 16. Rc1 Ae7 17. d5 Ad7 18. Ab2 b5 19. Cd2 a5 20. The1 The8 21. Te3 f5 22. Tde1 g5 23. c4 b4 24. g3 Af8 25. Txe8 Axe8 26. Cf3 Rg6 27. Te6+ Rh5 28. h3 Af7 29. Tf6 Ag6 30. Te6 Te8 31. Af6 g4 32. hxg4+ Rxg4 33. Ch2+ Rh3 34. Cf3 f4 35. gxf4 Rg4 36. Cg5 Ta8 37. Te3 Rf5 38. Ab2 a4 39. Ce6 Ah6 40. Th3 Axf4+ 41. Cxf4 Rxf4 42. Af6 Ta7 43. Te3 Ae4 44. Ah4 axb3 45. Ag3+ Rf5 46. axb3 Ta1+ 47. Rd2 Ta2+ 48. Re1 Ta6 49. f3 Ab1 50. Rd2 h5 51. Rc1 h4 52. Axh4 Rf4 53. Ag5+ Rxg5 54. Rxb1 Rf4 55. Te6 Rxf3 56. Rb2 ½ – ½